# Eburodacrys perspicillaris
Eburodacrys perspicillaris là một loài bọ cánh cứng trong họ Cerambycidae.